# Nadji Jeter
Nadji Anthony Jeter, né le 18 octobre 1996 à Atlanta en Géorgie, est un acteur américain. Il est très connu pour avoir assuré la voix et la capture de mouvement de nombreux jeux célèbres dont The Last of Us et la franchise de Marvel's Spider-Man et Marvel's Spider-Man:Miles Morales. Il a incarné les personnages de Sam, de Miles Morales ainsi que de Spider-Man. Il a été nommé pour le BAFTA Award for Performer in a Leading Role pour sa performance en tant que Miles Morales dans le jeu vidéo Marvel's Spider-Man: Miles Morales sorti le 12 novembre 2020.

## Biographie
Nadji Anthony Jeter a vu le jour à Atlanta, en Géorgie, le 18 octobre 1996. Très jeune, ses parents se sont rendu compte qu'il était véritablement doué pour la danse, le théâtre et la comédie. À l'âge de neuf ans, il prend ses marques en tant que danseur au gala de la Fondation Usher's New Look. Il a également joué comme mascotte de danse pour les Hawks d'Atlanta de la NBA. En 2007, il déménage à Los Angeles pour poursuivre sa carrière d'acteur.

## Carrière
Aux côtés de ses rôles les plus réputés à l'instar de l'interprétation de Sam dans les jeux vidéo d'action-aventure The Last of Us (2013) et Miles Morales dans la série animée Spider-Man (2017) et Marvel's Spider-Man (2018), Marvel Ultimate Alliance 3: The Black Order (2019), Marvel's Spider-Man: Miles Morales (2020) et Marvel's Spider-Man 2 (en 2023). Nadji Jeter a des crédits d'action en direct tel que des rôles d'invités dans des épisodes de la série dramatique Grey's Anatomy (2007) et la sitcom Everybody Hates Chris (2008). Il a fait son apparition dans les films comiques Grown Ups (2010) et Copains pour toujours 2 (2013), de même que dans la sitcom Reed Between the Lines (2011-2015). Au même titre, il a joué dans diverses publicités nationales et a été le visage de Coca-Cola lors de l'année 2011.

## Vie personnelle
Jeter est un ambassadeur Star Power pour la Starlight Children's Foundation. Il a été impliqué dans Usher 's[Quoi ?] New Look Foundation dès l'âge de six ans, recevant le Global Youth Leadership Award 2013 étant récompensé pour son travail avec la fondation américaine.
En janvier 2015, Jeter a été arrêté à l'âge de 18 ans pour avoir supposément conduit sous l'influence de la marijuana à Burbank, en Californie. Selon certaines sources, il a passé l'intégralité d'une journée en prison avant d'être libéré par les forces de l'ordre.

## Prix et nomination
| Année | Prix                                | Catégorie                                                          | Œuvre nominée                     | Résultat | Réf.  |
| ----- | ----------------------------------- | ------------------------------------------------------------------ | --------------------------------- | -------- | ----- |
| 2020  | Prix des Jeux de la British Academy | Interprète dans un rôle principal                                  | Spider-Man Marvel : Miles Morales | Nominé   | 11    |
| 2020  | Prix DICE                           | Réussite exceptionnelle en matière d'interpretation de personnages | Spider-Man Marvel : Miles Morales | Gagné    | 12    |
| 2024  | Prix DICE                           | Réussite exceptionnelle en matière d'interpretation de personnages | Spider-Man 2 Marvel               | Gagné    | 13 14 |
| 2024  | Prix des Jeux de la British Academy | Interprète dans un rôle principal                                  | Spider-Man 2 Marvel               | Gagné    | 15    |

## Filmographie

### Films
| Année | Titre                        | Rôle              | Remarques   |
| ----- | ---------------------------- | ----------------- | ----------- |
| 2006  | Linge sale                   | Garçon 1          |             |
| 2006  | Battre le style et la saveur | Interprète        | Non crédité |
| 2008  | Desperate Teachers           | Sling Shot Enfant | Non crédité |
| 2009  | Super Kids                   | Jaspe             |             |
| 2010  | Copains pour toujours        | André McKenzie    |             |
| 2013  | Copains pour toujours 2      | André McKenzie    |             |
| 2016  | La Cinquième Vague           | Poundcake         |             |
| 2016  | Camp de danse                | Chasseur          |             |
| 2017  | Wonder                       | Justin            |             |
| 2021  | The Runner                   | Blake             |             |

### Télévision
| Année     | Titre                       | Rôle                                                               | Remarques                      |
| --------- | --------------------------- | ------------------------------------------------------------------ | ------------------------------ |
| 2007      | Grey's Anatomy              | Policier                                                           | Épisode Un changement va venir |
| 2008      | Tout le monde déteste Chris | Guy / Jason                                                        | 2 épisodes                     |
| 2009      | Forgotten                   | Enfant de football #2                                              | Épisode La Prisonnière Jane    |
| 2011      | Reed Between the Lines      | Keenan Reynolds                                                    |                                |
| 2013      | Castle                      | Joey Malone                                                        | Épisode Sous l'influence       |
| 2015      | Jessie                      | Éponge                                                             | Épisode Cas de panier          |
| 2015      | C'est moi le chef !         | Brandon Larabee                                                    | Épisode Vanessa répare Eve     |
| 2017      | Bobbi Kristina              | Nick Gordon                                                        | Film télévisé                  |
| 2017-2020 | Spider-Man                  | Miles Morales / Ultimate Spider-Man, le robot de sécurité de Miles | Voix                           |

### Jeux vidéo
| Année | Titre                                       | Rôle                       | Remarques                       |
| ----- | ------------------------------------------- | -------------------------- | ------------------------------- |
| 2013  | The Last of Us                              | Sam                        | Capture de voix et de mouvement |
| 2018  | Spider-Man de Marvel                        | Miles Morales              | Capture de voix et de mouvement |
| 2019  | Marvel Ultimate Alliance 3: The Black Order | Miles Morales / Spider-Man | Capture de voix et de mouvement |
| 2020  | Marvel's Spider-Man: Miles Morales          | Miles Morales / Spider-Man | Capture de voix et de mouvement |
| 2023  | Marvel's Spider-Man 2                       | Miles Morales / Spider-Man | Capture de voix et de mouvement |